# Флаг Талицкого муниципального округа
Флаг Та́лицкого городского округа — официальный символ муниципального образования «Талицкий городской округ» Свердловской области Российской Федерации.
Флаг утверждён 31 мая 2001 года как флаг муниципального образования Талицкий район (после муниципальной реформы — Талицкий городской округ) и внесён в Государственный геральдический регистр Российской Федерации с присвоением регистрационного номера 992.

## Описание
Зелёное полотнище с воспроизведением фигур герба района в жёлто-золотистом и белом цвете.
Соотношение сторон полотнища — 3:5.
Обратная сторона полотнища зеркально воспроизводит лицевую.

## Обоснование символики
Ключ и волнообразный пояс — символ рек Пышма и Талица (Талые ключи), из которых последняя «не только дала название городу и району, но и послужила в прошлом «истоком» экономического развития региона».
Зелёный цвет полотнища и сноп — указание на развитое сельское хозяйство.